# Tricostularia compressa
Tricostularia compressa là loài thực vật có hoa trong họ Cói. Loài này được Nees miêu tả khoa học đầu tiên năm 1844.